# Хаџић (презиме)
Хаџић је босанско презиме, настало од ријечи хаџи, а односи се на ходочаснике у Меку. Његови носиоци су претежно Бошњаци. Може се односити на следеће особе:
- Бахрија Нури Хаџић (1904-1993), босански сопран
- Горан Хаџић (1958-2016), генерал хрватских Срба, умро током суђења за злочине против човјечности и ратне злочине
- Исмет Хаџић (1954-2015), босански фудбалер
- Јован Хаџић (1799-1869), српски књижевник и законодавац
- Насиха Капиџић-Хаџић (1932-1995), босанска дјечја књижевница и пјесникиња
- Олга Хаџић (1946-2019), српска математичарка
- Осман Хаџић (рођен 1966), босански народни певач
- Сабит Хаџић (1957-2018), бх. кошаркаш
- Стеван Хаџић (1868-1931), српски генерал
- Тарик Хаџић (рођен 1994), алпски скијаш из Црне Горе
- Фадил Хаџић (1922-2011), босански драматург, новинар и филмски стваралац (рођен у источној Херцеговини)